# Pöyrysjärvi
Pöyrysjärvi är en sjö i kommunen Mörskom i landskapet Nyland i Finland. Arean är 2 hektar och strandlinjen är 0,67 kilometer lång. Sjön  ingår i Forsby å huvudavrinningsområde.   Den ligger omkring 78 kilometer nordöst om Helsingfors. 